# 157. vestlige længdekreds
Den 157. vestlige længdekreds (eller 157 grader vestlig længde) er en længdekreds, der ligger 157 grader vest for nulmeridianen. Den løber gennem Ishavet, Nordamerika, Stillehavet, det Sydlige Ishav og Antarktis.